# Adele-Anaïs Colin Toudouze
Adele-Anaïs Colin Toudouze (París, 22 de marzo de 1822 – Ibid. 15 de agosto de 1899) fue una ilustradora de moda francesa. 

## Biografía
Hija del pintor y litógrafo Alexandre-Marie Colin y su mujer, también pintora, fue la segunda hermana más mayor de la familia Colin. Tenía una hermana más mayor que ella, Héloïse, y dos hermanas más jóvenes, Laure e Isabelle. Todas las hermanas eran artistas. Héloïse y Anaïs trabajaron muy juntas en muchos proyectos sobre ilustraciones de moda y tuvieron estilos similares. Provenían de un linaje de artistas que incluyen a Jean-Bautizar Greuze. Las hijas aprendieron habilidades de su padre en lugar de asistir a una academia.
El padre de Anaïs era seguidor del movimiento Romántico y amigo íntimo de los, también pintores, Eugène Delacroix, Théodore Gericault y Paul Gavarni. Esto despertó el interés de Anaïs por el Romanticismo e hizo que siguiera los pasos de su padre, uniendo el estilo de este movimiento a su trabajo. Su padre tenía un estudio llamado Pére en el “centro de la actividad artística de París”. Esto mantuvo a las hermanas muy implicadas e inmersas en el mundo del arte. Todas ellas ganaron premios y medallas en el Salon entre los 14 y los 20 años. Los espectadores admiraron sus pinturas e ilustraciones. A diferencia de otras mujeres artistas de este tiempo, las hermanas Colin no se ciñeron a temas históricos o religiosos, que eran considerados como arte de alto nivel, y su padre las animó a aprender técnicas adecuadas aunque no recibieran una formación académica oficial. 
Anaïs se casó en 1845 con un arquitecto y grabador once años mayor que ella llamado Gabriel Toudouze. Solo estuvieron casados durante 9 años, antes de que él muriera en 1854, dejando a Anaïs con tres hijos pequeños. Para sustentar a su familia, Anaïs trabajó y produjo muchas ilustraciones de moda para revistas y libros. La hija más pequeña, Isabelle, siguió los pasos de su madre como ilustradora de moda y pintora. Su hijo mayor, Gustave, se convirtió en novelista y escribió un libro sobre la ilustración de moda en la familia y su historia artística titulado Le Costume françois (El traje francés). Su segundo hijo también fue pintor. Anaïs murió en 1899.

## Carrera profesional
Colin trabajó para unas 27 publicaciones de moda durante su carrera. Las revistas de moda se hicieron muy populares entre 1830 y 1870 y sirvieron para amplificar el trabajo de las mujeres ilustradoras. Trabajó sobre todo para la revista de moda francesa La Mode Illustrée, que se distribuyó semanalmente e influyó en las tendencias de la moda victoriana de ese momento incluyendo accesorios. Todas las obras para la revista eran coloreadas a mano e incluían descripciones de texto explicando la moda que se exhibía. Colin no sólo ilustró para publicaciones de moda francesa, también para revistas de moda británica como La Belle Assemblee, La Reina (equivalente a la actual Vogue), y Englishwoman's Domestic Magazine. Además, ilustró libros, representó el ocio y escenas románticas históricas. Su principal rival, que también ilustraba platos de moda, era Jules David. David era un pintor y litógrafo que trabajó con el editor Adolphe Goubaud.
Cuando los dibujos de moda se convirtieron en una forma popular de ilustración, el trabajo de Colin comenzó a producirse en masa. En lugar de hacer la ilustración una y otra vez, los artistas podían grabar o litografiar la imagen y luego colorearla. Esta forma de producción era mucho más eficaz y realista para producir revistas de moda semanalmente. Las figuras que se representaban en las placas de moda eran a menudo muy rígidas y estaban colocadas en posturas que permitían mostrar mejor la moda. Una de las desventajas es que no mostraban perspectivas tridimensionales. Colin tuvo una carrera más exitosa que su hermana Héloïse porque vivió más tiempo que ella y tuvo una colección de trabajo más amplia. Museos como el Museo Metropolitano de Arte contaron con una colección de sus impresiones mientras que otras todavía están a la venta.

## Principales trabajos
- The Colin Family (1834-1835), acuarela de Anaïs y Héloïse Colin, Musee de la Mode et du Costume.[1]
- Una Chica y Su Gato, lápiz de grafito sobre papel.[5]
- Retrato de una mujer con un vestido de crinolina, acuarela.
- Retrato de una mujer joven sentada en una silla (1842–1842), acuarela.

## Colecciones públicas
- Museo Metropolitano de Arte.[6]
  - La Saison (1868).
  - Study: Two Women in an Evening Dress (1860).
  - Fashion Illustration, from La Mode Illustrée, no. 28 (1886).
  - Fashion plate, from Le Conseiller des Dames et de Demoiselles (1859).
  - A Lady in a Hunting Costume with a Lady in Walking Costume on a Mountain Path from La Mode Illustrée (1881).
  - Toilettes de Mme. L. Massieu, from La Mode Illustrée (1881).
- Museo del Prado.[7]
- Museo de Bellas Artes de Houston.[8]
- Museo de Bellas Artes de Virginia.[9]
- National Portrait Gallery, Londres.[10]